# I segreti del lago
I segreti del lago (The Deep End) è un film del 2001 diretto da Scott McGehee e David Siegel, presentato nella Quinzaine des Réalisateurs al 54º Festival di Cannes.

## Trama
Margaret Hall è una tranquilla casalinga sposata ad un ufficiale di marina imbarcato su una portaerei e assente già da diversi mesi. Margaret, quindi, gestisce praticamente da sola i tre figli, aiutata dal suocero che vive insieme a loro in una villa vicino al lago.
Margaret è venuta a conoscenza che il primogenito Beau (che frequenta l’ultimo anno delle scuole superiori e vuole diventare un jazzista) ha una tresca con Darby, un ragazzo più grande che gestisce un locale equivoco, e va a parlare con questi intimandogli di lasciare in pace suo figlio. Il losco individuo, la sera stessa, va sotto la finestra di Beau per incontrarlo. I due hanno un diverbio seguito da una colluttazione all’esterno della casa, Beau si allontana per rincasare e poco dopo Darby, barcollante, cade dal pontile che si trova vicino alla casa degli Hall, ferendosi mortalmente con un'ancora. 
Il mattino seguente Margaret trova l’uomo esanime: pensando sia Beau il responsabile dell’accaduto, occulta il corpo in un punto distante del lago; subito dopo riporta l’automobile del morto in città. Il cadavere viene ritrovato dopo poche ore dalla polizia e la notizia delle indagini si diffonde.
Nei giorni seguenti Alek Spera, un uomo che fa il tirapiedi di un proprietario di una sala slot, si presenta a casa di Margaret mostrandole una videocassetta che ritrae Beau sodomizzato dal suo ragazzo: Alek consegnerà il videotape alla polizia se la donna non si procurerà in 24 ore 50 mila dollari, somma che il morto doveva ad Alek e al suo socio.

## Riconoscimenti
- 2002 - Golden Globe
  - Candidatura Miglior attrice in un film drammatico a Tilda Swinton
- 2001 - New York Film Critics Circle Awards
  - Candidatura Miglior attrice protagonista a Tilda Swinton